# Fissurella rubropicta
Fissurella rubropicta är en snäckart som beskrevs av Henry Augustus Pilsbry 1890. Fissurella rubropicta ingår i släktet Fissurella och familjen nyckelhålssnäckor. Inga underarter finns listade i Catalogue of Life.

## Bildgalleri

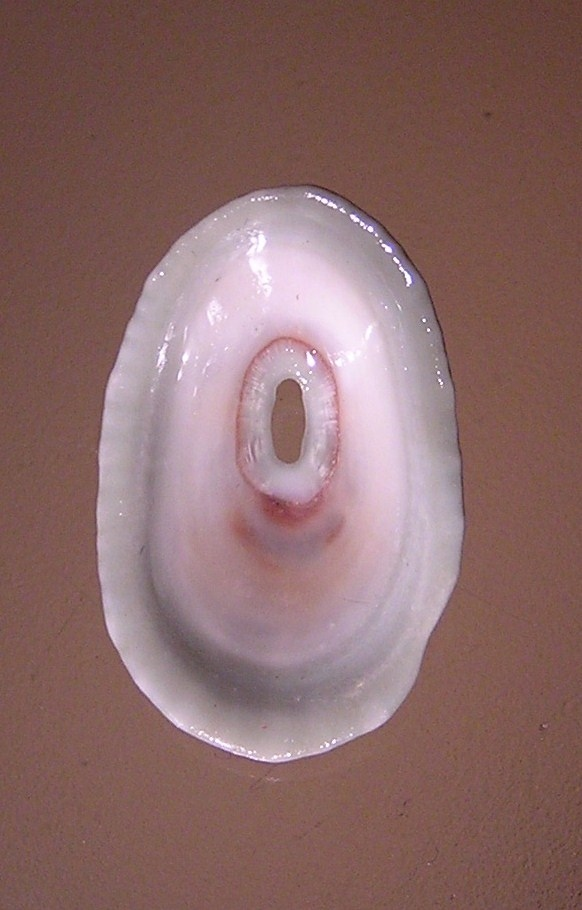
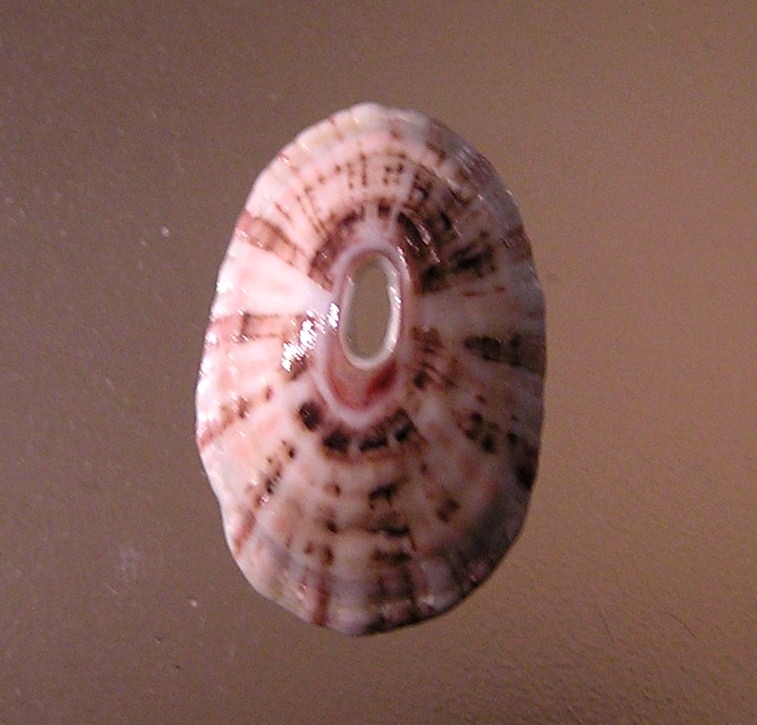